# Sean Flynn
Sean Leslie Flynn (ur. 31 maja 1941 w Los Angeles, zm. prawdopodobnie 6 kwietnia 1970 w Kambodży) – amerykański aktor i fotoreporter.

## Życiorys
Urodził się w Los Angeles jako syn pary aktorskiej Lili Damity i Errola Flynna. Jego rodzice rok po jego narodzinach się rozwiedli, a prawo do wychowania syna stało się źródłem zaciętego sporu między nimi. Ostatecznie prawo to przyznano matce, a ojciec rzadko się z nim widywał.
Przed kamerami zadebiutował występem w telewizyjnym cyklu Errol Flynn Theatre (1957), gdzie wystąpił w dwóch epizodach: Strange Auction i Man for Sale. W 1959 wstąpił na Duke University, wkrótce jednak porzucił naukę. Następnie zagrał małą rolę w filmie Where the Boys Are (1960), a w 1961 podpisał kontrakt na główną rolę w filmie Syn kapitana Blooda, będącym kontynuacją filmu Kapitan Blood (1935), w którym tytułową rolę zagrał jego ojciec. 
W 1966 znudzony aktorstwem wyjechał do Wietnamu, gdzie toczyła się wojna, jako korespondent francuskiego pisma „Paris Match”. W marcu 1966 ranny w kolano opuścił Wietnam. W 1967 po raz ostatni zagrał w filmie (Cinq gars pour Singapour), a później jako fotoreporter wyjechał na Bliski Wschód, gdzie wybuchła wojna sześciodniowa. W 1968 powrócił do Wietnamu, gdzie pracował m.in. dla „Time”. 
W 1970 Flynn i pracujący dla CBS Dana Stone udali się do Kambodży zbierać materiał o toczonych tam walkach. 6 kwietnia opuścili Phnom Penh, kierując się na południowy wschód, w stronę frontu. Zaginęli w pobliżu Svay Riĕng, prawdopodobnie uprowadzeni przez Czerwonych Khmerów lub działające na tym terenie jednostki Vietcong. Jego los pozostał nieznany, w 1984 został uznany prawnie za zmarłego. Tego samego dnia w tej samej okolicy zaginęło jeszcze trzech innych korespondentów: Claude Arpin („Newsweek”), Akira Kusaka (Fuji Television) i Yujiro Takagi (Fuji Television).

## Filmografia
| Rok  | Tytuł                                                       | Rola                                                | Reżyser                 |
| ---- | ----------------------------------------------------------- | --------------------------------------------------- | ----------------------- |
| 1957 | The Errol Flynn Theatre (serial TV) odc.: „Strange Auction” | Shawn Bateman                                       | Lawrence Huntington     |
| 1960 | Gdzie są chłopcy (Where the Boys Are)                       | Chłopak w niebieskim 'Xavier University' Sweatshirt | Henry Levin             |
| 1962 | Syn kapitana Blooda (Il figlio del capitano Blood)          | Robert Blood                                        | Tulio Demicheli         |
| 1963 | Znak Zorro (Il segno di Zorro)                              | Don Ramón Martínez y Rayol / Zorro                  | Mario Caiano            |
| 1963 | Stop Train 349 (Verspätung in Marienborn)                   | porucznik Novak                                     | Rolf Hädrich            |
| 1964 | Świątynia białego słonia (Sandok, il Maciste della giungla) | porucznik Dick Ramsey                               | Umberto Lenzi           |
| 1964 | Zobaczyć Wenecję i umrzeć (Agent spécial à Venise)          | Michael Newman / Michel Nemours                     | André Versini           |
| 1966 | Dos pistolas gemelas                                        | Jimmy Trevor                                        | Rafael Romero Marchent  |
| 1966 | Sette magnifiche pistole                                    | Timothy Hollister Benson                            | Romolo Guerrieri        |
| 1967 | Cinq gars pour Singapour                                    | kapitan Art Smith                                   | Bernard Toublanc-Michel |
| 1968 | Wheel of Ashes                                              | Człowiek stojący w rogu                             | Peter Emmanuel Goldman  |